# Odensjö, Ljungby kommun
Odensjö är kyrkbyn i Odensjö socken i Ljungby kommun belägen vid västra stranden av sjön Bolmen. Från 2015 klassas orten av SCB som en småort.

## Historia
Från år 1389 finns belägget Odinsredha sokn. 1413 skrevs namnet Odhænsøryth sokn. Förleden kan vara 'den åt Oden helgade sjön' eller också är den genitiv av gudanamnet Oden. Efterleden, ryd, betyder 'röjning'. 
Orten är en gammal bosättningsort från förkristen tid, som man kan se av både ortens namn och flera fornlämningar i trakten.
Byn bestod på 1950-talet av 7-8 jordbruk, prästgård, skola, ålderdomshem, affärer,  post- och telegrafstation samt några andra hus och ett litet sågverk.  På 1960-talet försvann alla funktioner utom en affär (som sedan lades ner i slutet av 1990-talet). Med den nya mjölkhämtningen i början av 1970-talet lades sedan också de flesta jordbruk ner. 

## Samhället
Med expanderade företag inom kort bilavstånd (Lidhult, Unnaryd, Hyltebruk och Ljungby) och mycket attraktiv natur invid sjön, så har många bosatt sig i byn sedan 1970-talet. 2012 finns det ett 20-tal hushåll och många småbarnsfamiljer. De senaste åren har flera nya hus byggts och en liten monteringsfabrik anlagts.
I byn finns Odensjö kyrka, bad- och båtplatser samt några gemensamhetslokaler. I byns hembygdspark kan man bland annat beskåda Axel Milds Bolmeneka.

## Personer från byn
Erik XIV:s oäkta dotter Virginia Eriksdotter fick två gårdar i arv i byn Björkenäs någon kilometer utanför kyrkbyn. Flera generationer efter Virginia har därefter bott i Odensjö, ofta utan att känna till sin kungliga börd.